# 빅터 데이비스
빅터 데이비스(Victor Davis, CM, 1964년 2월 10일 ~ 1989년 11월 13일)는 캐나다의 수영 선수로 평영을 주로 활약하였다.
온타리오주 겔포에서 태어나 어린 시절에 자신의 집 주위에 있는 호수들에서 수영을 배웠다. 그러고나서 12세 때에 겔포 말린 수상 클럽에 가입하였다.
자신의 경력 동안에 데이비스는 31개의 국내 타이틀을 우승하고 16개의 메달을 획득하면서 몇몇의 세계 기록들을 보유하였다. 1982년 과야킬에서 열린 세계 선수권 대회에서 200m 평영을 우승하면서 자신의 첫 세계 기록을 세웠다.
1984년 로스앤젤레스 올림픽에서 100m 평영 2위를 하고 나서, 200m 평영에서 또 다른 세계 기록을 세워 금메달을 획득하였다. 자신의 업적에 인정을 받으면서 3번이나 스위밍 캐나다의 "올해의 선수"로 선정되었고, 캐나다 정부로부터 캐나다 훈장이 수여되었다.
9년 동안 캐나다 수영 팀의 스타 선수였던 데이비스는 1989년 7월에 은퇴하였다. 1985년에는 캐나다 올림픽 명예의 전당, 1990년에는 캐나다 스포츠 명예의 전당에 선출되었다.
은퇴한 지 4개월 후에 몬트리올의 외곽 생트앤드벨뷔에 있는 나이트클럽 밖에서 뺑소니 차에 부딪혀 이틀 후에 사망하였다.

## 같이 보기
- 올림픽 수영 남자 메달리스트 목록
- 수영 평영 200m 세계 기록 추이